# Río Infulene
El río Infulene es un pequeño curso de agua de 20 kilómetros de extensión y un máximo de 500 metros de ancho. Nace al norte de la ciudad de Maputo y desemboca en el estuario de Espíritu Santo.
Recibe aportes hídricos de napas freáticas. Sus aguas son muy utilizadas en las zonas de huertas situadas a las afueras de Maputo. Investigaciones realizadas en la década de 1980, han detectado un aumento en el nivel de salinidad y contaminación de las aguas.